# Hydroprogne caspia
La pagaza piquirroja (Hydroprogne caspia) es una especie de ave caradriforme de la familia Sternidae que se encuentra en todos los continentes menos el antártico. Es la única especie de su género y no se reconocen subespecies.

## Descripción

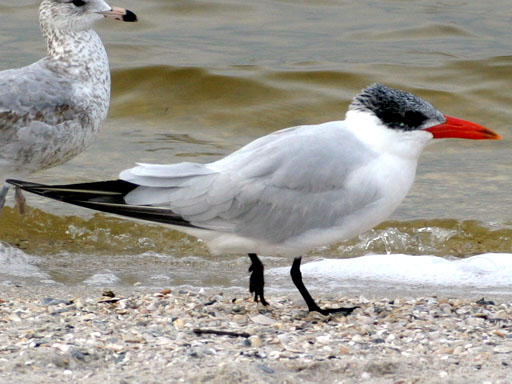
Adulto con plumaje de invierno.

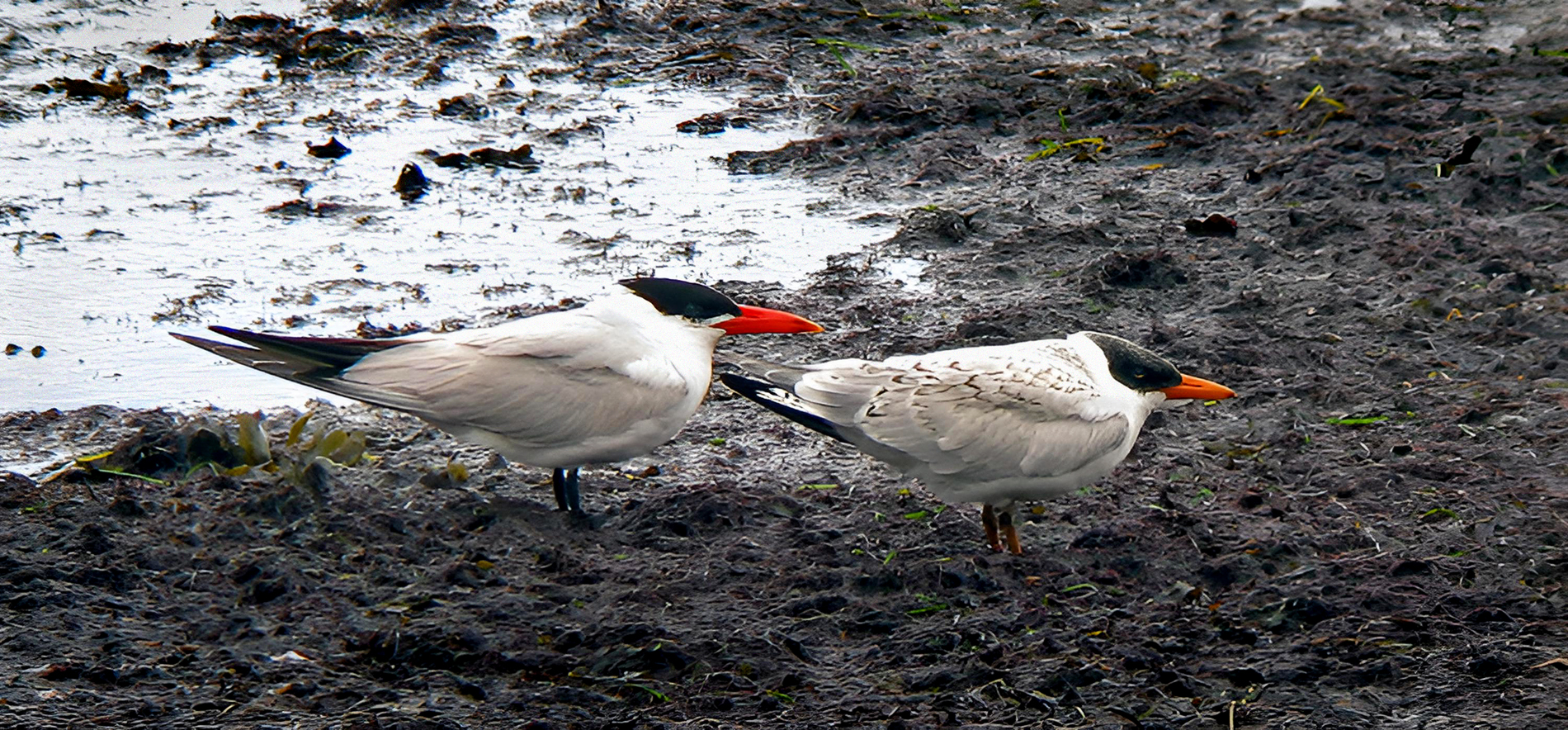
Adult - juvenil. Ystad 2011.

Se caracteriza por su gran tamaño, mide entre 47 y 54 cm y tiene una envergadura alar de 130-145 cm, con un peso de 574–782 g, por lo que es la mayor ave de la familia de los charranes. Las partes superiores de su cuerpo son de color gris pálido y las inferiores blancas a excepción de la parte inferior de las primarias que son de color gris más oscuro. Su pico es robusto y rojo, con la punta manchada en negro. Sus patas son negras. Los adultos en verano tienen el píleo y la nuca negros y en invierno se jaspea frontalmente con manchitas blancas. Su llamada es un potente graznido similar al de las garzas.

## Taxonomía
Anteriormente estaba clasificada dentro del numeroso género Sterna pero en la actualidad está incluida en su propio género, Hydroprogne.
La especie fue descrita por primera vez alrededor de 1770 por Peter Simon Pallas e Iván Ivánovich Lepiojin, independientemente. Pallas le dio el nombre científico de Sterna caspia por haberla encontrado en el mar Caspio, mientras que Lepechin le dio un nombre onomatopéyico Hydroprogne tschegrava. Terminó adoptándose el nombre binomial de Sterna caspia que se utilizó durante más dos siglos, hasta que se determinó que debía separarse en un género separado, por lo que desde 2005 su nombre es Hydroprogne caspia.
A pesar de su amplio área de distribución actualmente no se reconocen subespecies diferenciadas entre las pagazas piquirrojas, aunque en el pasado a las poblaciones de Australia y Nueva Zelanda se las agrupó en la subespecie Hydroprogne caspia strenua, pero terminó descartándose al no encontrarse diferencias suficientes con los ejemplares del resto del mundo.

## Distribución y hábitat

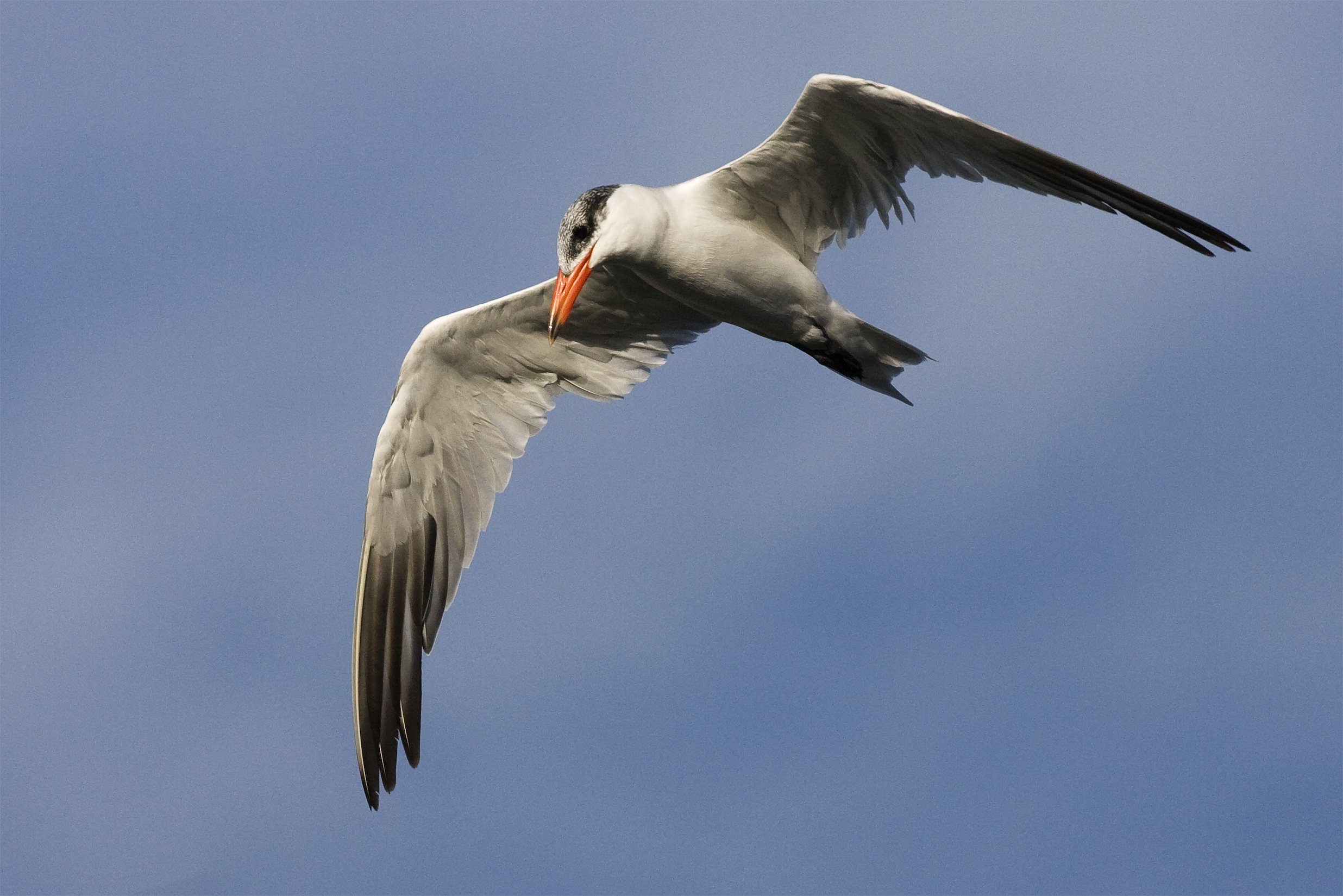
Pagaza en vuelo con plumaje de invierno.

Su área de distribución es muy amplia, casi global si bien no es un ave abundante. Sus hábitats reproductivos son los grandes lagos y las costas oceánicas de Norteamérica (incluidos los Grandes Lagos), Europa (principalmente alrededor del Báltico y el mar Negro), Asia, África, y Australasia (Australia y Nueva Zelanda). Las poblaciones americanas migran hacia el sur hasta las costas del Caribe y el norte de Sudamérica. Las poblaciones europeas y asiáticas también migran al terminar la temporada de cría para pasar el invierno en las zonas tropicales de África y Asia. En cambio las poblaciones africanas y de Australasia son sedentarias o se desplazan a cortas distancias.
La población global es de unas 50.000 parejas, el número de las poblaciones de la mayoría de las regiones es estable, pero la población del Báltico (1.400–1.475 parejas a principio de los años 1990) está en declive y su conservación está en riesgo.

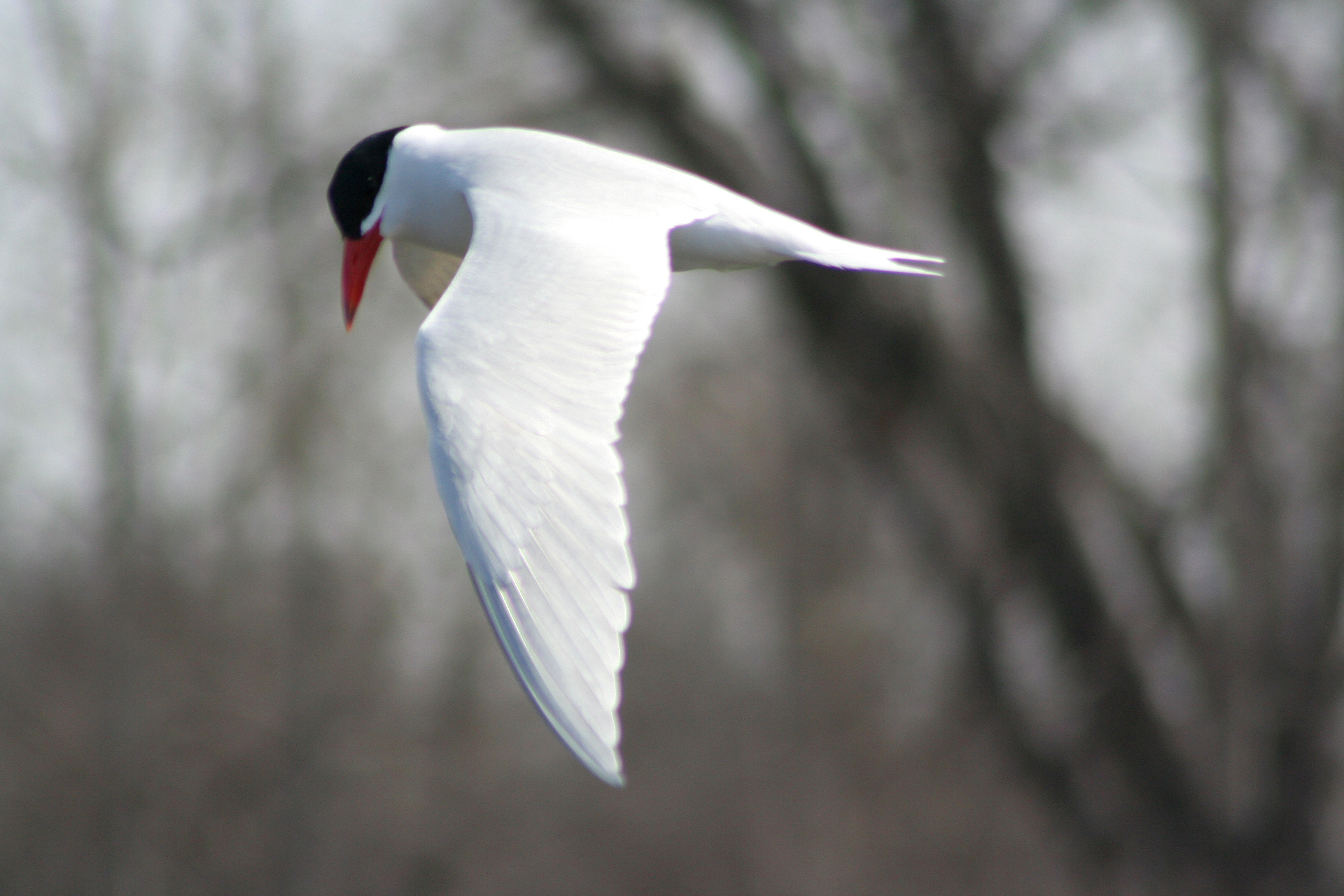
Pagaza piquirroja cernida en el aire en busca de alimento.

La pagaza piquirroja es una de las especies a las que se le aplica el Acuerdo para la conservación de las aves acuáticas migratorias afro-euroasiáticas (AEWA).

## Comportamiento

### Alimentación
Se alimenta principalmente de pescado, que atrapa sumergiéndose en el agua tras cernirse por encima para localizar a su presa y lanzarse en picado sobre ella. Ocasionalmente también come insectos grandes, huevos y pollos de otras aves y algún roedor. Puede volar más de 60 km desde su colonia de cría para conseguir pescado. A menudo pesca en lagos de agua dulce además de en el mar.

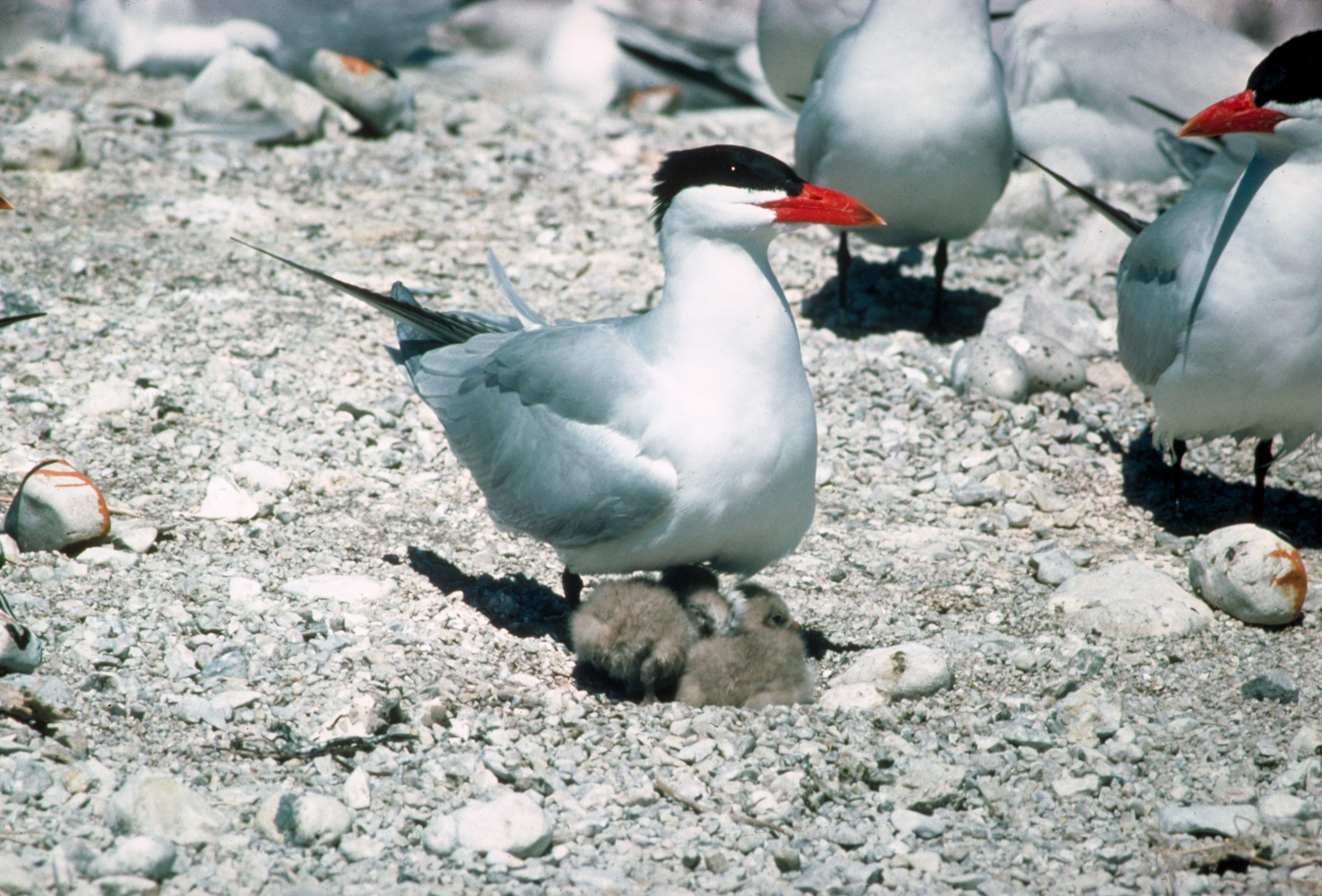
Adulto protegiendo a sus pollos.

### Reproducción

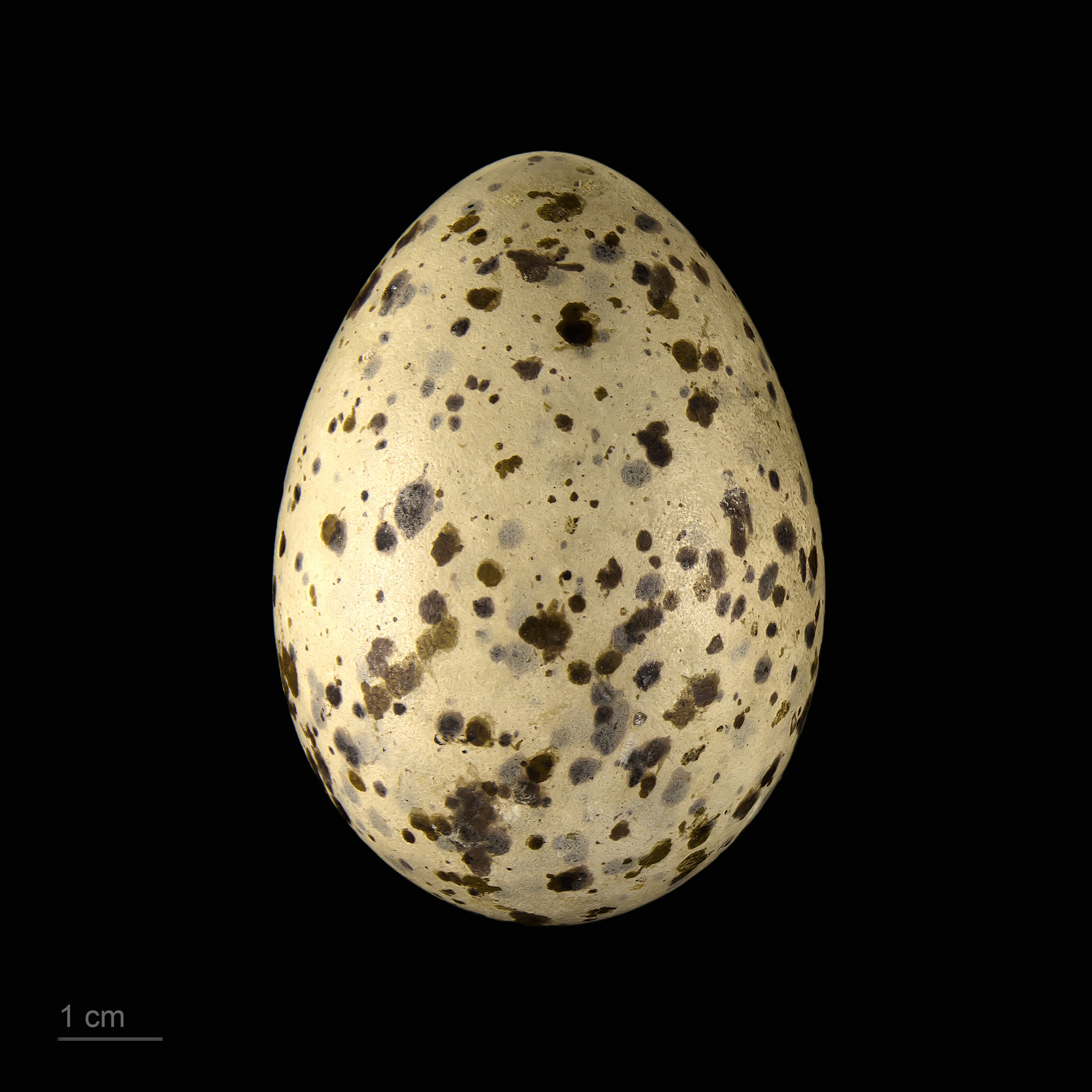
Hydroprogne caspia - MHNT

Cría en primavera y verano, generalmente entre mayo y junio. Pone de uno a tres huevos de color verde azulado pálido salpicados de muchas motas pardas, en un nido que apenas es un hueco superficial en el suelo de arena o grava. Anida en colonias que pueden ser exclusivas o junto a charranes y gaviotas. La incubación dura de 26 a 28 días. Los pollos tienen un patrón de color variable que va desde el crema pálido al pardo grisáceo, esta variación puede ayudar a los adultos a reconocer a sus propios hijos cuando vuelven a la colonia de sus incursiones de pesca. Los pollos emplumen entre los 35 y 45 días.